# Astolfo Vicencio Tovar
Astolfo Vicencio Tovar (Xonacatlán de Vicencio, estado de México, 27 de marzo de 1927-Naucalpan de Juárez, estado de México, 6 de abril de 2020) fue un político mexicano, miembro del Partido Acción Nacional (PAN). Fue tres veces diputado federal y destacado dirigente de su partido.

## Biografía
Fue hijo de Gustavo A. Vicencio, quien fue presidente de la Suprema Corte de Justicia de la Nación de 1922 a 1925. Casado con María del Carmen Acevedo Martínez, con quien tuvo ocho hijos, entre los que esta Gustavo Arturo Vicenco Acevedo, quien fue diputado federal. Su hermano Abel Vicencio Tovar fue diputado federal y presidente nacional del PAN; su cuñada, María Elena Álvarez Bernal y su sobrino Felipe Vicencio Álvarez, fueron también senadores y diputados federales.
Fue licenciado en Contaduría Pública egresado de la Escuela Bancaria y Comercial de la Ciudad de México; ejerció su profesión como subcontador de sucursal del Banco Nacional de México (BANAMEX) y de la empresa Titán de 1952 a 1955, gerente administrativo en la empresa Flagasa y presidente de la agencia de publicidad Asvic a partir de 1971.
Fue miembro activo del PAN desde 1955 y fue consejero nacional desde 1965 hasta su fallecimiento. Miembro del comité ejecutivo nacional de 1961 a 1975, siendo su secretario general de 1962 a 1966, y luego de nuevo de 1978 a 1987; consejero estatal en el estado de México de 1967 a 1996 y presidente estatal en dos periodos, de 1970 a 1973 y de 1981 a 1988; de 1958 a 1962 fue integrante del comité regional del Distrito Federal y fue fundador del Instituto de Estudios Sociales y Políticos del PAN.
En 1958 fue por primera ocasión candidato a diputado federal y en 1964 lo fue a senador por el estado de México, sin lograr en ambas ocasiones el triunfo; en 1967 fue postulado nuevamente candidato a diputado federal por el Distrito 7 del estado de México, no logrando el triunfo; pero siendo elegido como diputado partido a la XLVII Legislatura que culminó en 1970. Por segunda ocasión elegido diputado federal, pero en esta ocasión por la vía de representación proporcional, para la LII Legislatura que concluyó en 1985.
En 1988 fue postulado candidato del PAN a diputado federal por el Distrito 18 del estado de México, logrando la victoria y siendo por tanto elegido al cargo por tercera ocasión, esta vez a la LIV Legislatura que concluyó en 1991. Durante esta legislatura fue coordinador del grupo parlamentario del PAN su hermano Abel Vicencio Tovar. En 1996 fue elegido diputado por representación proporcional a la LIII Legislatura del Congreso del Estado de México, donde fue presidente de la Gran Comisión.
Falleció el día 6 de abril de 2020 en la ciudad de Naucalpan, a los 93 años de edad.